# NGC 212
NGC 212 je galaksija u zviježđu Feniks.

## Vanjske poveznice
- SEDS: NGC 0212